# Lijst van voetbalinterlands Ethiopië - Oeganda
Deze lijst van voetbalinterlands is een overzicht van alle officiële voetbalwedstrijden tussen de nationale teams van Ethiopië en Oeganda. De landen speelden tot op heden 33 keer tegen elkaar. De eerste ontmoeting was een vriendschappelijke wedstrijd op 28 februari 1965 in Addis Abeba. Het laatste duel, eveneens een vriendschappelijke wedstrijd, vond plaats op 29 augustus 2021 in Bahir Dar.

## Wedstrijden
| №  | Plaats        | Datum            | Competitie                   | Wedstrijd          | Uitslag |
| -- | ------------- | ---------------- | ---------------------------- | ------------------ | ------- |
| 1  | Addis Abeba   | 28 februari 1965 | Vriendschappelijk            | Ethiopië − Oeganda | 2 − 0   |
| 2  | Addis Abeba   | 29 oktober 1967  | Vriendschappelijk            | Ethiopië − Oeganda | 3 − 2   |
| 3  | Addis Abeba   | 12 januari 1968  | Afrika Cup 1968              | Ethiopië − Oeganda | 2 − 1   |
| 4  | ?             | 9 oktober 1969   | Vriendschappelijk            | Oeganda − Ethiopië | 4 − 0   |
| 5  | Addis Abeba   | 29 februari 1976 | Afrika Cup 1976              | Ethiopië − Oeganda | 2 − 0   |
| 6  | Addis Abeba   | 30 oktober 1977  | Afrika Cup 1978 kwalificatie | Ethiopië − Oeganda | 0 − 0   |
| 7  | Kampala       | 13 november 1977 | Afrika Cup 1978 kwalificatie | Oeganda − Ethiopië | 2 − 1   |
| 8  | Addis Abeba   | 14 februari 1982 | Vriendschappelijk            | Ethiopië − Oeganda | 1 − 2   |
| 9  | Asmara        | 18 februari 1982 | Vriendschappelijk            | Ethiopië − Oeganda | 1 − 0   |
| 10 | Addis Abeba   | 1 april 1983     | Vriendschappelijk            | Ethiopië − Oeganda | 0 − 1   |
| 11 | Addis Abeba   | 3 april 1983     | Vriendschappelijk            | Ethiopië − Oeganda | 2 − 1   |
| 12 | Nairobi       | 17 november 1983 | CECAFA Cup 1983              | Oeganda − Ethiopië | 2 − 1   |
| 13 | Addis Abeba   | 24 december 1987 | CECAFA Cup 1987              | Ethiopië − Oeganda | 3 − 0   |
| 14 | Blantyre      | 11 november 1988 | CECAFA Cup 1988              | Ethiopië − Oeganda | 2 − 1   |
| 15 | Kampala       | 15 augustus 1992 | Afrika Cup 1994 kwalificatie | Oeganda − Ethiopië | 3 − 1   |
| 16 | Addis Abeba   | 24 april 1993    | Afrika Cup 1994 kwalificatie | Ethiopië − Oeganda | 2 − 2   |
| 17 | Kampala       | 15 oktober 1994  | Afrika Cup 1996 kwalificatie | Oeganda − Ethiopië | 4 − 1   |
| 18 | Addis Abeba   | 23 april 1995    | Afrika Cup 1996 kwalificatie | Ethiopië − Oeganda | 0 − 0   |
| 19 | Kampala       | 11 augustus 1996 | Afrika Cup 1998 kwalificatie | Oeganda − Ethiopië | 1 − 1   |
| 20 | Addis Abeba   | 30 augustus 1996 | Afrika Cup 1998 kwalificatie | Ethiopië − Oeganda | 1 − 1   |
| 21 | Kampala       | 18 november 2000 | CECAFA Cup 2000              | Oeganda − Ethiopië | 2 − 2   |
| 22 | Khartoem      | 26 juli 2002     | Vriendschappelijk            | Ethiopië − Oeganda | 0 − 0   |
| 23 | Arusha        | 4 december 2002  | CECAFA Cup 2002              | Ethiopië − Oeganda | 0 − 3   |
| 24 | Kigali        | 27 november 2005 | CECAFA Cup 2005              | Oeganda − Ethiopië | 0 − 0   |
| 25 | Dar es Salaam | 29 november 2010 | CECAFA Cup 2010              | Oeganda − Ethiopië | 2 − 1   |
| 26 | Dar es Salaam | 12 december 2010 | CECAFA Cup 2010              | Ethiopië − Oeganda | 3 − 4   |
| 27 | Kampala       | 27 november 2012 | CECAFA Cup 2012              | Oeganda − Ethiopië | 1 − 0   |
| 28 | Kampala       | 4 december 2012  | CECAFA Cup 2012              | Oeganda − Ethiopië | 2 − 0   |
| 29 | Kampala       | 9 november 2014  | Vriendschappelijk            | Oeganda − Ethiopië | 3 − 0   |
| 30 | Awasa         | 3 juni 2017      | Vriendschappelijk            | Ethiopië − Oeganda | 0 − 0   |
| 31 | Kakamega      | 10 december 2017 | CECAFA Cup 2017              | Ethiopië − Oeganda | 1 − 1   |
| 32 | Bahir Dar     | 13 oktober 2019  | Vriendschappelijk            | Ethiopië − Oeganda | 0 − 1   |
| 33 | Bahir Dar     | 29 augustus 2021 | Vriendschappelijk            | Ethiopië − Oeganda | 2 − 1   |

## Samenvatting
| Competitie              | Totaal gespeeld | Winst Ethiopië | Gelijk | Winst Oeganda | Doelsaldo Ethiopië – Oeganda |
| ----------------------- | --------------- | -------------- | ------ | ------------- | ---------------------------- |
| Afrika Cup              | 2               | 2              | 0      | 0             | 4 − 1                        |
| Afrika Cup-kwalificatie | 8               | 0              | 5      | 3             | 7 − 13                       |
| CECAFA Cup              | 11              | 2              | 3      | 6             | 13 − 18                      |
| Vriendschappelijk       | 12              | 5              | 2      | 5             | 12 − 16                      |
| Totaal                  | 33              | 9              | 10     | 14            | 36 − 48                      |

Wedstrijden bepaald door strafschoppen worden, in lijn met de FIFA, als een gelijkspel gerekend.
EFF · 
A-internationals · 
Ethiopisch vrouwenelftal · Olympisch elftal
1940 – 1949 · 
1950 – 1959 · 
1960 – 1969 · 
1970 – 1979 · 
1980 – 1989 · 
1990 – 1999 · 
2000 – 2009 · 
2010 – 2019 ·
2020 − 2029
Algerije ·
Angola ·
Benin ·
Botswana ·
Burkina Faso ·
Burundi ·
Centraal-Afrikaanse Republiek ·
Comoren ·
Congo-Brazzaville ·
Congo-Kinshasa ·
Djibouti ·
Egypte ·
Ghana ·
Griekenland ·
Guinee ·
Guinee-Bissau ·
Guyana ·
Israël ·
Ivoorkust ·
Jemen ·
Joegoslavië ·
Kaapverdië ·
Kameroen ·
Kenia ·
Lesotho ·
Liberia ·
Libië ·
Madagaskar ·
Malawi ·
Mali ·
Marokko ·
Mauritanië ·
Mauritius ·
Mozambique ·
Namibië ·
Niger ·
Nigeria ·
Oeganda ·
Rwanda ·
Sao Tomé en Principe ·
Senegal ·
Seychellen ·
Sierra Leone ·
Soedan ·
Somalië ·
Tanzania ·
Togo ·
Tsjaad ·
Tunesië ·
Turkije ·
Zambia ·
Zimbabwe ·
Zuid-Afrika ·
Zuid-Jemen ·
Zuid-Soedan
FUFA · 
A-internationals · 
Oegandees vrouwenelftal
Algerije ·
Angola ·
Bahrein ·
Benin ·
Botswana ·
Burkina Faso ·
Burundi ·
Centraal-Afrikaanse Republiek ·
Comoren ·
Congo-Brazzaville ·
Congo-Kinshasa ·
Djibouti ·
Ecuador ·
Egypte ·
Eritrea ·
Ethiopië ·
Gabon ·
Gambia ·
Ghana ·
Guinee ·
Guinee-Bissau ·
IJsland ·
Irak ·
Iran ·
Ivoorkust ·
Jemen ·
Kaapverdië ·
Kameroen ·
Kenia ·
Koeweit ·
Lesotho ·
Libanon ·
Liberia ·
Libië ·
Madagaskar ·
Malawi ·
Mali ·
Marokko ·
Mauritanië ·
Mauritius ·
Moldavië ·
Mozambique ·
Namibië ·
Niger ·
Nigeria ·
Oezbekistan ·
Rwanda ·
Saoedi-Arabië ·
Sao Tomé en Principe ·
Senegal ·
Seychellen ·
Slowakije · 
Soedan ·
Somalië ·
Tadzjikistan ·
Tanzania ·
Togo ·
Tsjaad ·
Tunesië ·
Turkmenistan ·
Zambia ·
Zimbabwe ·
Zuid-Afrika ·
Zuid-Soedan